# Hans-Jürgen Voigtländer
Hans-Jürgen Voigtländer (* 4. Januar 1944) ist ein deutscher ehemaliger Amateur-Boxer. Er wurde von 1965 bis 1968 viermal DDR-Meister in Einzelwettbewerben und 1970 DDR-Mannschaftsmeister. Die Teilnahme an der Olympiade 1968 wurde ihm jedoch von nationalen Funktionären wegen angeblichen Plänen für eine Flucht aus der DDR verwehrt.

## Leben
Voigtländer startete für den SC Karl-Marx-Stadt und belegte 1964 bei den DDR-Meisterschaften den geteilten dritten Platz im Halbmittelgewicht. Von 1965 bis 1967 wurde er in dieser Gewichtsklasse dreimal DDR-Meister. 
1967 erhielt er den DDR-Ehrentitel Meister des Sports. 1968 gewann er die DDR-Meisterschaft im Mittelgewicht.
Trotz dieser Erfolge und guter Aussichten auf eine Medaille im Mittelgewicht wurde er im Februar 1968 nicht für die Olympischen Sommerspiele 1968 in Mexiko nominiert, weil die Funktionäre des DTSB die Gefahr der Flucht aus der DDR sahen. Nach der Flucht des Nordischen Kombinierers Ralph Pöhland im Januar 1968 bei den vorolympischen Wettkämpfen in Les Bioux in der Schweiz wollte der DTSB unbedingt weitere derartige Fälle vermeiden. Aufgrund von Gerüchten, deren Ursprung Voigtländer selbst nach Einsicht in seine Stasi-Akte Funktionären aus Karl-Marx-Stadt zuschreibt, galt er als potentieller „zweiter Fall Pöhland“. Außerdem war Voigtländer zwar Vater einer Tochter, war aber unverheiratet und lebte von deren Mutter getrennt, so dass von den Funktionären auch kein Motiv für ihn gesehen wurde, allein schon wegen emotionaler Bindungen in die DDR zurückzukehren.
Voigtländer reiste nach der Entscheidung zusammen mit seinen Eltern nach Ost-Berlin zu Manfred Ewald, dem Präsidenten des DTSB, konnte diesen jedoch nicht zu einer Änderung der Entscheidung bewegen. Ewald antwortete ihm, die Funktionäre verzichteten lieber auf eine Medaille, als dass jemand republikflüchtig werde. Voigtländers Arbeitskollegen (er arbeitete halbtags als Motorenschlosser in Karl-Marx-Stadt) schickten daraufhin Tausende von Protest-Unterschriften an Ewald, was sich jedoch als kontraproduktiv herausstellte. Voigtländer äußerte dazu rückblickend wörtlich: „Damit war es ganz vorbei. Das war ja innerer Aufruhr.“
Voigtländer wechselte danach zur BSG Wismut Gera. Die DDR-Funktionäre, die im Nachhinein offensichtlich selbst an der Richtigkeit ihrer Entscheidung zweifelten, boten ihm ein Sport-Stipendium in Höhe von 600 DDR-Mark an der DHfK in Leipzig an, doch er lehnte ab.
1970 wurde er mit der Geraer Mannschaft, in der unter anderem auch sein Freund Ulli Wegner boxte, DDR-Meister. 1971 zog er nach Gera um und studierte im Fernstudium Sport an der DHfK.
In den Einzelwettbewerben konnte Voigtländer bei Gera aufgrund der Voreingenommenheit der Punktrichter gegen ihn seine nationalen Erfolge der 60er Jahre nicht wiederholen. 1971 scheiterte er im Finale nach Punkten, 1972 bereits vorher. Diese beiden verlorenen Kämpfe hätten aber nach Ansicht von Wegner bei korrekter Wertung umgekehrt entschieden werden müssen. Selbst die Junge Welt, das Zentralorgan der FDJ, schrieb nach dem Finale 1971 von einem Fehlurteil.
Voigtländer beendete daraufhin 1972 resigniert seine Karriere und trainierte Kinder und Jugendliche in Gera. Nachdem er geheiratet und zwei weitere Kinder bekommen hatte, wurde ihm auch eine Reise mit den jugendlichen Boxern nach Helsinki gestattet, bei der er allerdings vom Generalsekretär des Boxverbandes überwacht wurde. Nach Voigtländers Scheidung wurde das Ausreiseverbot allerdings erneuert.
Er arbeitete danach vier Jahre unter Tage, danach bis zu seiner Pensionierung als Sportlehrer.